# هربرت غودمان
هربرت غودمان (بالإنجليزية: Herbert Goodman) هو فنان قتال مختلط أمريكي، ولد في 31 أغسطس 1977 في ميامي في الولايات المتحدة.

## وصلات خارجية
- هربرت غودمان على موقع مرجع كرة القدم المحترفة.كوم (الإنجليزية)
- هربرت غودمان على موقع بيلاتور (الإنجليزية)
- هربرت غودمان على موقع شيردوغ (الإنجليزية)
- هربرت غودمان على موقع IMDb (الإنجليزية)